# Abacarus
Abacarus (лат.) (от лат. abacus «счётная или игорная доска, панель» и новолат. acarus «клещ» < др.-греч. ἄκαρι) — род микроскопических четырёхногих клещей из семейства Eriophyidae (Trombidiformes). Около 40 видов, из которых 20 ассоциированы со злаковыми растениями (Poaceae). Включает вредителей сахарного тростника (Saccharum officinarum) — (вид Abacarus sacchari) и других культурных и дикорастущих видов растений, переносчиков некоторых вирусов мозаики луговых и пастбищных трав. К роду относится мельчайший представитель класса паукообразных: вид Abacarus hystrix, один из мельчайших видов типа членистоногие в целом — их длина от 0,125 до 0,250 мм.

## Систематика
- Abacarus acutatus Sukhareva, 1985
- Abacarus adinandrae Wei, Li & Chen, 2004
- Abacarus afer Keifer, 1962
- Abacarus andrachni Livshits, Mitrofanov & Sharonov, 1983
- Abacarus aralioidus Huang, 2006[6]
- Abacarus arunis Chen, Wei & Qin, 2004
- Abacarus asiaticae Mohanasundaram, 1981
- Abacarus bambusae (Channabasavanna, 1966)
- Abacarus caucasicus Sukhareva, 1986
- Abacarus compactus Sukhareva, 1977
- Abacarus cynodonis Abou-Awad & Nasr, 1983
- Abacarus delhiensis Channabasavanna, 1966
- Abacarus denticulifer Chetverikov, 2019[7]
- Abacarus digitariae Keifer, 1977
- Abacarus dimocarpi (Kuang, 1999)
- Abacarus diospyris Kuang-Haiyuan & Hong-Xiaoyu, 1989
- Abacarus doctus Navia, Flechtmann, Lindquist & Aguilar, 2011[8]
- Abacarus ellipticae Huang, 2001
- Abacarus emarginatus Huang, 2001
- Abacarus eminens Huang, 2001
- Abacarus euphoriae Keifer, 1975
- Abacarus floridulus Huang, 2001
- Abacarus fopingi Wang & Hong, 2008
- Abacarus fujianensis Xin & Ding, 1982
- Abacarus hystrix (Nalepa, 1896)
- Abacarus inversus Huang, 2001
- Abacarus jiuhuaensis Wang & Hong, 2008
- Abacarus kalmiae Keifer, 1964
- Abacarus lolii Skoracka, 2009
- Abacarus longilobus Skoracka, 2002
- Abacarus machilus Huang, 2001
- Abacarus nectandrae Flechtmann & Moraes, 2002[9]
- Abacarus niitakaymensis Wang & Huang, 2011
- Abacarus oplismeni Kuang-Haiyuan & Gong-Guoj, 1996
- Abacarus orientalis Sukhareva, 1985
- Abacarus oryzae Keifer, 1963
- Abacarus paniceus Ou, Wang & Wei, 2014[10]
- Abacarus panici Chen, Wei & Qin, 2004
- Abacarus panticis Keifer, 1977
- Abacarus phalaris Kuang, 1997
- Abacarus phyllostachyis Lin & Kuang, 2001
- Abacarus pliszki Shi & Boczek, 2000
- Abacarus pseudostriae
- Abacarus queenslandiensis[11]
- Abacarus rechingeri (Nalepa, 1909)
- Abacarus rotundus Huang & Wang, 2009
- Abacarus sacchari Channabasavanna, 1966
- Abacarus semicirculus Huang, 2001
- Abacarus similisagitta Huang, 2001
- Abacarus stadelbacheri Petanovic, 1993
- Abacarus sundarbanensis Sur, Roy & Chakrabarti, 2018[12]
- Abacarus tomentosus Huang & Wang, 2004
- Abacarus tucholensis Skoracka, 2001[3]
- Abacarus virosae Li, Wei & Wang, 2006[13]
- Abacarus wuyiensis Kuang & Zhuo, 1987
- Abacarus yunensis Lin & Kuang, 2001
- Abacarus zuihoensus Huang, 2004